# Nuits
Nuits település Franciaországban, Yonne megyében. Lakosainak száma 372 fő (2022. január 1.). Nuits Chassignelles, Perrigny-sur-Armançon, Cry, Étivey, Ravières és Villiers-les-Hauts községekkel határos.

## Népesség
A település népességének változása:
| Lakosok száma | 408  | 405  | 414  | 399  | 395  | 393  | 392  | 382  | 372  |
|               | 2013 | 2015 | 2016 | 2017 | 2018 | 2019 | 2020 | 2021 | 2022 |